# Dwight Frye
Dwight Iliff Frye (22 de febrero de 1899 - 7 de noviembre de 1943) fue un actor de teatro y cine estadounidense. 
Principalmente reconocido por sus interpretaciones de personas con trastornos mentales profundos o personas con rarezas excesivas en películas de terror clásicas de Universal, como Renfield en Drácula (1931) y Fritz en Frankenstein (1931).  Frye poseía una voz alta y dinámica.

## Biografía

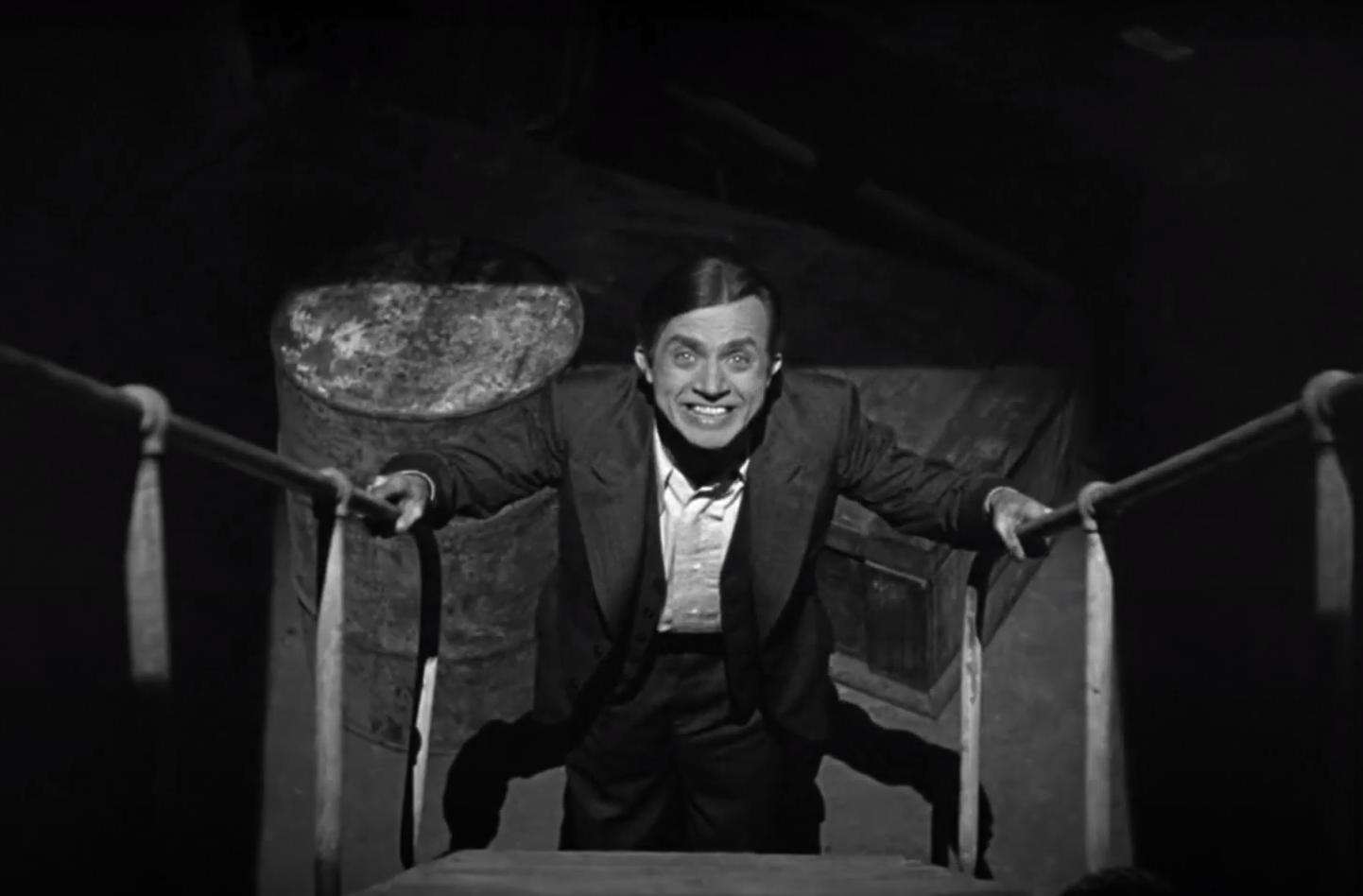
Como Renfield en Drácula (1931).

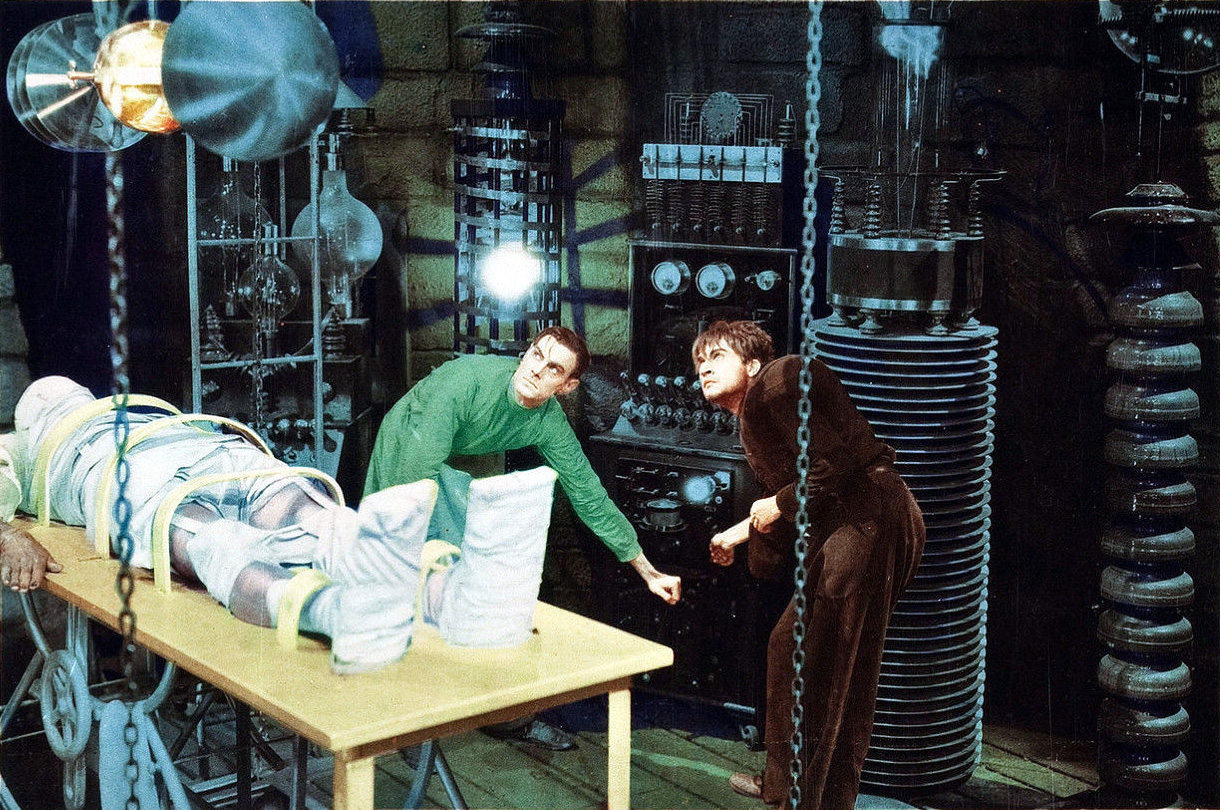
Boris Karloff, Colin Clive y Frye en Frankenstein (1931); fotografía coloreada promocional de un fotograma de la película en blanco y negro.

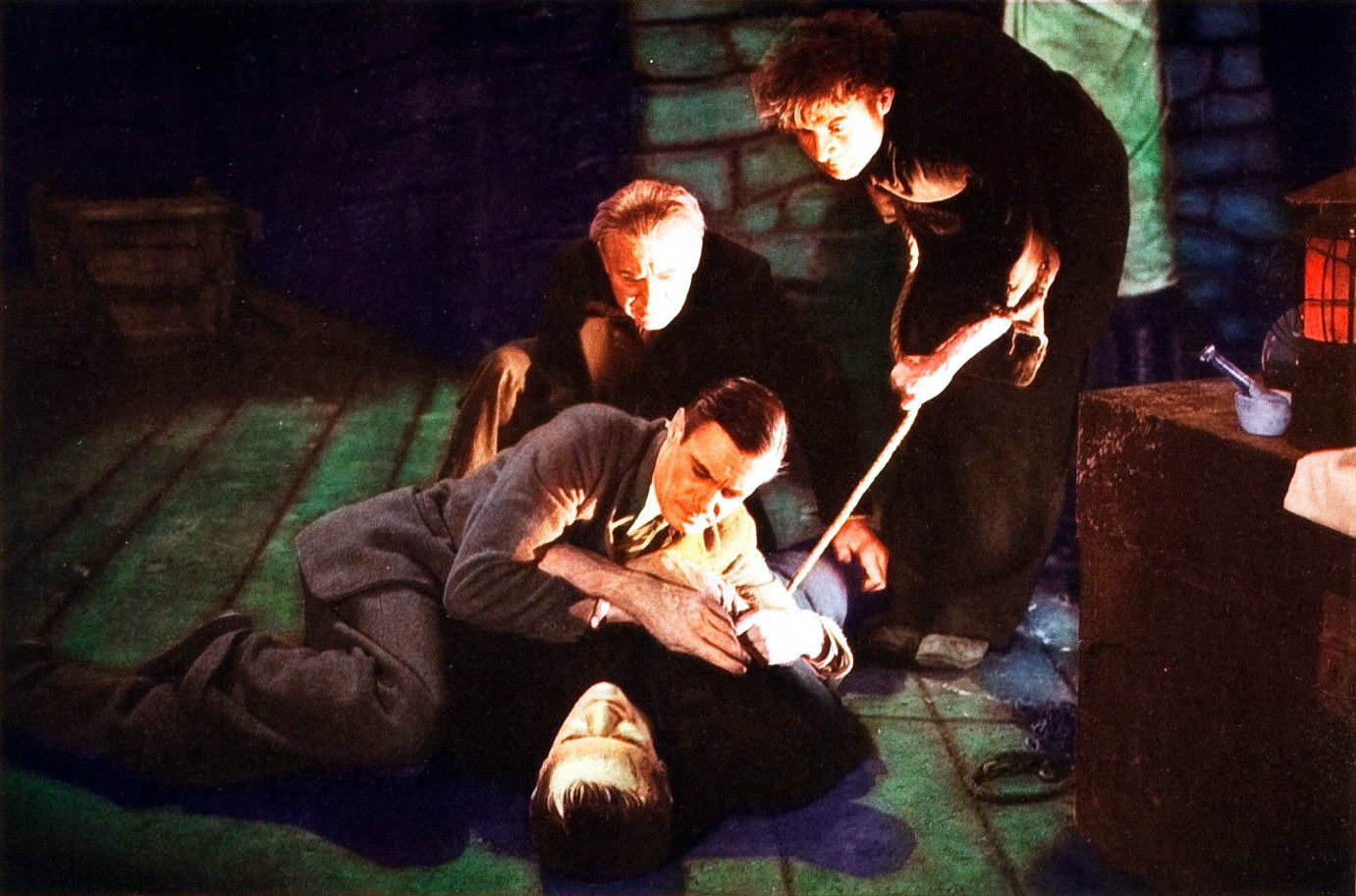
Boris Karloff, Colin Clive, Edward Van Sloan y Frye en Frankenstein (1931); fotografía coloreada promocional de un fotograma de la película en blanco y negro.

Frye nació en Salina (Kansas), estudió música y apareció por primera vez como concertista de piano. En la década de 1920, se hizo un nombre como actor de teatro, a menudo en comedias. En 1924, interpretó al Hijo en una producción de Seis personajes en busca de autor, de Luigi Pirandello.
Si bien tuvo algunos papeles cómicos menores en películas mudas, con la llegada del sonido, Frye pronto se hizo conocido por interpretar a villanos. Frye se especializó en la interpretación de personajes mentalmente desequilibrados, incluido su papel característico, el loco Renfield en la versión de Drácula (1931) del director Tod Browning.
Más tarde, ese mismo año, interpretó al asistente jorobado Fritz en Frankenstein y a Wilmer Cook (el "gunsel") en la primera versión cinematográfica de El halcón maltés (1941) de Dashiell Hammett. Tuvo un papel destacado en la película de terror The Vampire Bat (1933). Tuvo papeles memorables en El hombre invisible (1933) como reportero, y en El crimen del doctor Crespi (1935).
En La novia de Frankenstein (1935), interpretó a Karl. Originalmente, el papel era mucho más sustancial; Muchas de las escenas adicionales de Frye eran parte de una trama secundaria, pero se cortaron para acortar el tiempo de ejecución y apaciguar a los censores. Una de las escenas eliminadas fue la de Karl matando a un burgomaestre. No queda nada de esas escenas, excepto fotografías incluidas en un lanzamiento de la película en DVD de Universal Studios. Interpretó personajes similares en El fantasma de Frankenstein (1942) y Frankenstein conoce al hombre lobo (1943); otra aparición en Son of Frankenstein (1939) fue eliminada antes de su lanzamiento. También en la década de 1930, apareció en dos películas protagonizadas por James Cagney: La puerta al infierno (1930), como un sicario, y Algo para cantar (1937), como un peluquero quisquilloso.
A principios de la década de 1940, Frye alternó papeles cinematográficos y apariciones sobre el escenario en una variedad de producciones que iban desde comedias hasta musicales, además de aparecer en una versión teatral de Drácula. Durante la Segunda Guerra Mundial, contribuyó al esfuerzo bélico trabajando de noche como diseñador de herramientas para Lockheed Aircraft.
El 7 de noviembre de 1943, Frye murió de un infarto agudo de miocardio a la edad de 44 años mientras viajaba en autobús por Hollywood, California, unos días antes de lo previsto para comenzar el rodaje de la película biográfica Wilson. Está enterrado en el Forest Lawn Memorial Park (Glendale).

## Filmografía
| Año  | Título                          | Personaje                     | Notas              |
| ---- | ------------------------------- | ----------------------------- | ------------------ |
| 1926 | Exit Smiling                    | Balcony Heckler               | Desacreditado      |
| 1927 | Upstream                        | Espectador del teatro         | Desacreditado      |
| 1928 | The Night Bird                  | Invitado a la fiesta          | Desacreditado      |
| 1930 | The Doorway to Hell             | Gangster                      |                    |
| 1930 | Man to Man                      | Vint Glade                    |                    |
| 1931 | Dracula                         | R. M. Renfield                |                    |
| 1931 | The Maltese Falcon              | Wilmer Cook                   |                    |
| 1931 | The Black Camel                 | Jessup, the butler            | Desacreditado      |
| 1931 | Frankenstein                    | Fritz                         |                    |
| 1932 | Attorney for the Defense        | James Wallace                 |                    |
| 1932 | By Whose Hand?                  | Chick                         |                    |
| 1932 | The Western Code                | Dick Loomis                   |                    |
| 1932 | A Strange Adventure             | Robert Wayne                  |                    |
| 1933 | The Vampire Bat                 | Herman Gleib                  |                    |
| 1933 | The Circus Queen Murder         | Flandrin                      |                    |
| 1933 | The Invisible Man               | Reportero                     | Desacreditado      |
| 1935 | Bride of Frankenstein           | Karl                          |                    |
| 1935 | Atlantic Adventure              | Spike Jonas                   |                    |
| 1935 | The Crime of Dr. Crespi         | Dr. Thomas                    |                    |
| 1935 | The Great Impersonation         | Roger Unthank                 | Desacreditado      |
| 1936 | Tough Guy                       | Mack                          | Desacreditado      |
| 1936 | Florida Special                 | Jenkins                       |                    |
| 1936 | Alibi for Murder                | McBride                       |                    |
| 1936 | Beware of Ladies                | Swanson                       |                    |
| 1936 | Great Guy                       | Papel menor                   | Desacreditado      |
| 1937 | Sea Devils                      | Operador de radio SS Paradise | Desacreditado      |
| 1937 | The Man Who Found Himself       | Paciente histérico            |                    |
| 1937 | The Road Back                   | Hombre pequeño en mitin       | Desacreditado      |
| 1937 | Renfrew of the Royal Mounted    | Desk Clerk                    | Desacreditado      |
| 1937 | Something to Sing About         | Mr. Easton                    |                    |
| 1937 | Danger Patrol                   | Hombre al teléfono            | Desacreditado      |
| 1937 | The Shadow                      | Vindecco                      |                    |
| 1938 | Who Killed Gail Preston?        | Mr. Owen                      |                    |
| 1938 | Invisible Enemy                 | Alex                          |                    |
| 1938 | Sinners in Paradise             | Marshall                      | Desacreditado      |
| 1938 | Fast Company                    | Sidney Z. Wheeler             |                    |
| 1938 | The Night Hawk                  | John Colley                   |                    |
| 1938 | Adventure in Sahara             | Gravet - 'The Jackal'         | Desacreditado      |
| 1939 | Son of Frankenstein             | Villager                      | Desacreditado      |
| 1939 | The Man in the Iron Mask        | Fouquet's Valet               | Desacreditado      |
| 1939 | Mickey the Kid                  | Henchman Bruno                | Desacreditado      |
| 1939 | Conspiracy                      | Lt. Keller                    | Desacreditado      |
| 1940 | I Take This Woman               | Gus                           | Escenas eliminadas |
| 1940 | Drums of Fu Manchu              | Prof. Anderson                | Serie, [Ch.5]      |
| 1940 | Gangs of Chicago                | Pinky                         |                    |
| 1940 | Phantom Raiders                 | Eddie Anders                  |                    |
| 1940 | Sky Bandits                     | Speavy                        |                    |
| 1940 | The Son of Monte Cristo         | Secretario de Pavlov          | Desacreditado      |
| 1941 | The People vs. Dr. Kildare      | Jury Foreman                  | Desacreditado      |
| 1941 | Mystery Ship                    | Rader                         |                    |
| 1941 | Flying Blind                    | Leo Qualen                    |                    |
| 1941 | The Blonde from Singapore       | Barbero                       | Desacreditado      |
| 1941 | The Devil Pays Off              | Operador de rádio             | Desacreditado      |
| 1942 | Sleepytime Gal                  | Second Mug                    | Desacreditado      |
| 1942 | The Ghost of Frankenstein       | Villager                      | Desacreditado      |
| 1942 | Danger in the Pacific           | Desk Clerk                    | Desacreditado      |
| 1943 | Dead Men Walk                   | Zolarr                        |                    |
| 1943 | Submarine Alert                 | Haldine - Fifth Columnist     | Desacreditado      |
| 1943 | Frankenstein Meets the Wolf Man | Rudi                          |                    |
| 1943 | Hangmen Also Die!               | Rehén                         | Desacreditado      |
| 1943 | Dangerous Blondes               | Matón                         | Desacreditado      |

## Reconocimientos
Homenaje musical
- La banda de rock estadounidense Alice Cooper escribió y grabó una canción tributo a Dwight Frye titulada "The Ballad of Dwight Fry" (eliminando intencionalmente la última "e") que se incluyó en su LP de 1971 Love It to Death.  En el escenario, esta canción sería retratada con Cooper con una camisa de fuerza tratando de escapar, y finalmente liberándose al final de la canción para estrangular a la enfermera con las corbatas.
- El álbum de la banda Devil Doll de 1990 Eliogabalus, presenta la imagen fotografiada de Dwight Frye en una de sus cabinas.
- El álbum recopilatorio de la banda canadiense de hardcore punk SNFU de 1991, The Last of the Big Time Suspenders, presenta ilustraciones de Dwight Frye como su personaje "Renfield" en la portada.